# Пољска на Светском првенству у атлетици на отвореном 2011.
Пољска је учествовала на 13. Светском првенству у атлетици на отвореном 2011. одржаном у Тегу од 27. августа до 4. септембра, учествовала тринаести пут, односно учествовала је на свим првенствима до данас. Пољска је пријавила 37 учесника (24 мушкарца и 13 жене) који су се такмичили у 24 дисциплине (14 мушких и 10 женских).,
На овом првенству Пољска је по броју освојених медаља делила 11. место са 2 освојене медаља (1 златна и 1 бронзана).
Поред медаља, такмичари Пољске су оборили четири лична рекорда и четири најбоља лична резултата сезоне. 
У табели успешности према броју и пласману такмичара који су учествовали у финалним такмичењима (првих 8 такмичара) Пољска је са 11 учесника у финалу заузела 11. место са 46 бодова.
| Плас. | Земља  | 1. место | 2. место | 3. место | 4. место | 5. место | 6. место | 7. место | 8. место | Бр. финал. | Бод. |
| ----- | ------ | -------- | -------- | -------- | -------- | -------- | -------- | -------- | -------- | ---------- | ---- |
| 11.   | Пољска | 1        | 0        | 1        | 4        | 1        | 1        | 2        | 1        | 11         | 46   |

## Учесници
| Мушкарци: - Даријуш Кућ — 100 м, 4х100 м - Марчин Марчинишин — 400 м, 4х400 м - Марћин Левандовски — 800 м - Адам Кшчот — 800 м - Доминик Боченек — 110 м препоне - Лукаш Паршчињски — 3.000 м препреке - Павел Стемпел — 4х100 м - Роберт Кубачик — 4х100 м - Камил Крињски — 4х100 м - Каспер Козловски — 4х400 м - Пјотр Вјадерек — 4х400 м - Јакуб Кшевина — 4х400 м - Рафал Аугустин — Ходање 20 км - Рафал Сикора — Ходање 50 км - Рафаљ Федичински — Ходање 50 км - Грегорж Судол — Ходање 50 км - Павел Војћеховски — Скок мотком - Лукаш Михалски — Скок мотком - Матеуш Диденков — Скок мотком - Томаш Мајевски — Бацање кугле - Пјотр Малаховски — Бацање диска - Шимон Зјолковски — Бацање кладива - Павел Фајдек — Бацање кладива - Игор Јаник — Бацање копља | Жене: - Марта Јешке — 100 м, 4х100 м - Ана Кјелбасинска — 200 м - Рената Плиш — 1.500 м - Anna Kiełbasińska — 4х100 м - Марика Попович — 4х100 м - Agnieszka Ligięza — 4х100 м - Ана Роговска — Скок мотком - Моњика Пирек — Скок мотком - Тереза Добија — Скок удаљ - Жанета Гланц — Бацање диска - Анита Влодарчик — Бацање кладива - Joanna Fiodorow — Бацање кладива - Каролина Тимињска — Седмобој |  |

## Освајачи медаља (2)

### Злато (1)
- Павел Војћеховски — Скок мотком

### Бронза (1)
- Каролина Тимињска — Седмобој

## Резултати

### Мушкарци
| Атлетичар                                                       | Дисциплина       | Лични рекорд | Квалификације     | Квалификације     | Полуфинале            | Полуфинале           | Финале                | Финале       | Детаљи |
| Атлетичар                                                       | Дисциплина       | Лични рекорд | Резултат          | Место             | Резултат              | Место                | Резултат              | Место        | Детаљи |
| --------------------------------------------------------------- | ---------------- | ------------ | ----------------- | ----------------- | --------------------- | -------------------- | --------------------- | ------------ | ------ |
| Даријуш Кућ                                                     | 100 м            | 10,15        | 10,36 кв          | 3. у гр. 7        | 10,51                 | 8. у гр. 2           | Нису се квалификовали | 23 / 71 (75) |        |
| Марћин Марћинишин                                               | 400 м            | 45,27        | 45,51 КВ          | 3. у гр. 2        | 45,94                 | 6. у гр. 2           | Нису се квалификовали | 18 / 36 (39) |        |
| Марћин Левандовски                                              | 800 м            | 1:43,96      | 1:46,73 КВ        | 2. у гр. 4        | 1:44,60 КВ, ЛРС       | 2. у гр. 1           | 1:44,80               | 4 / 43 (44)  |        |
| Адам Кшчот                                                      | 800 м            | 1:43,84      | 1:46,16 КВ        | 3. у гр. 5        | 1:44,81 КВ            | 2. у гр. 3           | 1:45,25               | 6 / 43 (44)  |        |
| Доминик Боченек                                                 | 110 м препоне    | 13,44        | 13,96             | 7. у гр. 2        | Није се квалификовао  | Није се квалификовао | Није се квалификовао  | 29 / 32      |        |
| Лукаш Паршчињски                                                | 3.000 м препреке | 8:15,47      | 8:34,60           | 12. у гр. 2       |                       |                      | Није се квалификовао  | 29 / 34 (35) |        |
| Павел Стемпел Дариуш Куч Роберт Кубачик Камил Крињски           | 4 х 100 м        | 38,33 НР     | 38,37 НРС         | 2. у гр. 3        | 38,50                 | 4 / 21 (22)          |                       |              |        |
| Каспер Козловски Пјотр Вјадерек Јакуб Кшевина Марћин Марћињишин | 4 х 400 м        | 2:58,00 НР   | 3:01,73 НРС       | 5. у гр. 2        | Нису се квалификовали | 10 / 15 (16)         |                       |              |        |
| Рафал Августин                                                  | 20 км ходање     | 1:20:57      |                   |                   |                       |                      | 1:24:47               | 19 / 32 (46) |        |
| Рафал Сикора                                                    | 50 км ходање     | 3:46:16      | 3:50:24           | 12 / 46 (61)      |                       |                      |                       |              |        |
| Рафаљ Федичински                                                | 50 км ходање     | 3:46:05      | Дисквалификован   | Дисквалификован   |                       |                      |                       |              |        |
| Гжегорж Судол                                                   | 50 км ходање     | 3:42:24      | Није завршио трку | Није завршио трку |                       |                      |                       |              |        |
| Павел Војћеховски                                               | Скок мотком      | 5,91 НР      | 5,50 кв           | 7. у гр. А        |                       |                      | 5,90                  |              |        |
| Лукаш Михалски                                                  | Скок мотком      | 5,80         | 5,6 кв            | 7. у гр. А        | 5,85 ЛР               | 4 / 26 (28)          |                       |              |        |
| Матеуш Диденков                                                 | Скок мотком      | 5,75         | 5,65 кв           | 6. у гр. А        | 5,75 =ЛР              | 7 / 26 (28)          |                       |              |        |
| Томаш Мајевски                                                  | Бацање кугле     | 21,95 НР     | 20,73 КВ          | 4. у гр. A        | 20,18                 | 8 / 25 (27)          |                       |              |        |
| Пјотр Малаховски                                                | Бацање диска     | 69.83 НР     | 65,48 КВ          | 1. у гр. Б        | 63,37                 | 9 / 30 (33)          |                       |              |        |
| Шимон Зјолковски                                                | Бацање кладива   | 83,38 НР     | 77,19 КВ          | 3. у гр. А        | 77,64                 | 7 / 27 (29)          |                       |              |        |
| Павел Фајдек                                                    | Бацање кладива   | 78,54        | 76,10 кв          | 6. у гр. Б        | 75,20                 | 11 / 35              |                       |              |        |
| Игор Јаник                                                      | Бацање копља     | 84,76        | 80,88             | 7. у гр. Б        | Није се квалификовао  | 13 / 36 (37)         |                       |              |        |

### Жене
| Атлетичарка                                                      | Дисциплина     | Лични рекорд | Квалификације      | Квалификације      | Полуфинале            | Полуфинале            | Финале                | Финале                | Детаљи |
| Атлетичарка                                                      | Дисциплина     | Лични рекорд | Резултат           | Место              | Резултат              | Место                 | Резултат              | Место                 | Детаљи |
| ---------------------------------------------------------------- | -------------- | ------------ | ------------------ | ------------------ | --------------------- | --------------------- | --------------------- | --------------------- | ------ |
| Марта Јешке                                                      | 100 м          | 11,33        | 11,73              | 5. у гр. 1         | Нису се квалификовале | Нису се квалификовале | Нису се квалификовале | 38 / 71 (73)          |        |
| Ана Кјелбасинска                                                 | 200 м          | 23,23        | 23,34              | 6. у гр. 4         | Нису се квалификовале | Нису се квалификовале | Нису се квалификовале | 25 / 46 (50)          |        |
| Рената Плиш                                                      | 1.500 м        | 4:04.57      | 4:08,83 кв         | 8. у гр. 3         | 4:11,12               | 10. у гр. 1           | Није се квалификовала | 17 / 28 (35)          |        |
| Ана Кјелбасинска, Марика Попович, Марта Јешке, Agnieszka Ligięza | 4 х 100 м      | 42,68 НР     | Нису завршиле трку | Нису завршиле трку |                       |                       | Нису се квалификовале | Нису се квалификовале |        |
| Ана Роговска                                                     | Скок мотком    | 4.85 НР      | 4,55 кв            | 3. у гр. Б         | 4,55                  | 10 / 30 (35)          |                       |                       |        |
| Моника Пирек                                                     | Скок мотком    | 4.82         | 4,50 кв            | 5. у гр. А         | 4,55                  | 10 / 30 (35)          |                       |                       |        |
| Тереза Добија                                                    | Скок удаљ      | 6,78         | 6,30               | 11. у гр. А        | Нису се квалификовале | 22 / 34 (36)          |                       |                       |        |
| Ана Јагаћак                                                      | Троскок        | 14,25        | 13,57              | 14. у гр. Б        | Нису се квалификовале | 28 / 34               |                       |                       |        |
| Жанета Гланц                                                     | Бацање диска   | 63,99        | 63,44 КВ           | 2. у гр. Б         | 63,91                 | 4 / 24                |                       |                       |        |
| Анита Влодарчик                                                  | Бацање кладива | 78,30 НР     | 71,09 КВ           | 6. у гр. Б         | 73,56 ЛРС             | 4 / 30                |                       |                       |        |
| Joanna Fiodorow                                                  | Бацање кладива | 70,06        | 66,88              | 9. у гр. А         | Није се квалификовала | 21 / 30               |                       |                       |        |

#### Седмобој
| Дисциплина    | Каролина Тимињска | Каролина Тимињска | Каролина Тимињска | Каролина Тимињска | Каролина Тимињска | Каролина Тимињска |
| Дисциплина    | Лич. рек.         | Резултат          | Бод.              | Плас.             | Укупно            | Плас.             |
| ------------- | ----------------- | ----------------- | ----------------- | ----------------- | ----------------- | ----------------- |
| 100 м препоне | 13,35             | 13,12 ЛР          | 1.106             | 4.                | 1.106             | 4.                |
| Скок увис     | 1,77              | 1,74 ЛРС          | 903               | 21.               | 2.009             | 13.               |
| Бацање кугле  | 15,11             | 14,70 ЛРС         | 841               | 6.                | 2.850             | 10.               |
| 200 м         | 23,32             | 23,87             | 993               | 3.                | 3.843             | 5.                |
| Скок удаљ     | 6,63              | 6,39              | 972               | 5.                | 4.815             | 4.                |
| Бацање копља  | 40,70             | 41,32 ЛР          | 693               | 19.               | 5.508             | 8.                |
| 800 м         | 2:05,53           | 2:05,21 ЛР        | 1.036             | 1.                | 6.544             | 3.                |
| Седмобој      | 6.516             |                   |                   |                   | 6.544 ЛР          |                   |